# Medagliati olimpici nel sollevamento pesi
Elenco dei vincitori di medaglia olimpica nel sollevamento pesi a partire dal 1896, suddivisi per categorie di peso. Sono compresi nell'elenco anche gli eventi legati ai Giochi olimpici intermedi.

## Limiti di peso
In neretto sono indicate le dieci categorie di peso (cinque maschili e cinque femminili) disputate ai Giochi olimpici di Parigi 2024.
Categorie maschili
Pesi mosca
- 52 kg: 1972–1992
- 54 kg: 1996

Pesi gallo
- 56 kg: 1948–1968
- 52–56 kg: 1972–1992
- 54–59 kg: 1996
- 56 kg: 2000–2016
- 61 kg: 2020–

Pesi piuma
- 60 kg: 1920–1936
- 56–60 kg: 1948–1992
- 59–64 kg: 1996
- 56–62 kg: 2000–2016
- 61–67 kg: 2020

Pesi leggeri
- 60–67.5 kg: 1920–1992
- 64–70 kg: 1996
- 62–69 kg: 2000–2016
- 67–73 kg: 2020
- 61–73 kg: 2024–

Pesi medi
- 67.5–75 kg: 1920–1992
- 70–76 kg: 1996
- 69–77 kg: 2000–2016
- 73–81 kg: 2020

Pesi massimi leggeri
- 75–82.5 kg: 1920–1992
- 76–83 kg: 1996
- 77–85 kg: 2000–2016
- 73–89 kg: 2024–

Pesi mediomassimi
- 82.5–90 kg: 1952–1992
- 83–91 kg: 1996
- 85–94 kg: 2000–2016
- 81–96 kg: 2020

Pesi massimi primi
- 90–100 kg: 1980–1992
- 91–99 kg: 1996
- 89–102 kg: 2024–

Pesi massimi
- Oltre 82.5 kg: 1920–1948
- Oltre 90 kg: 1952–1968
- 90–110 kg: 1972–1976
- 100–110 kg: 1980–1992
- 99–108 kg: 1996
- 94–105 kg: 2000–2016
- 96–109 kg: 2020

Pesi supermassimi
- Oltre 110 kg: 1972–1992
- Oltre 108 kg: 1996
- Oltre 105 kg: 2000–2016
- Oltre 109 kg: 2020
- Oltre 102 kg: 2024–

Eventi non più disputati
- Sollevamento con una mano: 1896, 1906
- Sollevamento con due mani: 1896, 1904, 1906
- Circuito completo (All-around) con vari manubri: 1904

Categorie femminili
Pesi gallo
- 48 kg: 2000–2016
- 49 kg: 2020–

Pesi piuma
- 53 kg: 2000–2016
- 55 kg: 2020

Pesi leggeri
- 58 kg: 2000–2016
- 59 kg: 2020–

Pesi medi
- 63 kg: 2000–2016
- 64 kg: 2020

Pesi massimi leggeri
- 69 kg: 2000–2016
- 76 kg: 2020
- 71 kg: 2024–

Pesi massimi primi
- 81 kg: 2024–

Pesi massimi
- 75 kg: 2000–2016
- 87 kg: 2020

Pesi supermassimi
- Oltre 75 kg: 2000–2016
- Oltre 87 kg: 2020
- Oltre 81 kg: 2024–

## Albo d'oro

### Categorie maschili

#### Pesi mosca
| Edizione                | Oro                     | Argento                                   | Bronzo                                    |
| ----------------------- | ----------------------- | ----------------------------------------- | ----------------------------------------- |
| Monaco di Baviera 1972  | Zygmunt Smalcerz        | Lajos Szűcs                               | Sándor Holczreiter                        |
| Montréal 1976           | Aleksandr Voronin       | György Kőszegi                            | Mohammad Nassiri                          |
| Mosca 1980              | Kanıbek Osmonaliev      | Ho Bong-chol                              | Han Gyong-si                              |
| Los Angeles 1984        | Zeng Guoqiang           | Zhou Peishun                              | Kazushito Manabe                          |
| Seul 1988               | Sevdalin Marinov        | Chun Byung-kwan                           | He Zhuoqiang                              |
| Barcellona 1992         | Ivan Ivanov             | Lin Qisheng                               | Traian Cihărean                           |
| Atlanta 1996            | Halil Mutlu             | Zhang Xiangsen                            | Sevdalin Minčev                           |
| Atleta meglio premiato: | Atleta meglio premiato: | Nazione meglio premiata: Bulgaria (2/0/1) | Nazione meglio premiata: Bulgaria (2/0/1) |

#### Pesi gallo
| Edizione                                                            | Oro | Argento                               | Bronzo                                |
| ------------------------------------------------------------------- | --- | ------------------------------------- | ------------------------------------- |
| Londra 1948                                                         | Joseph DePietro | Julian Creus                          | Richard Tom                           |
| Helsinki 1952                                                       | [[File: Flag of the Soviet Union (1936 – 1955).svg\|class=noviewer\| Unione Sovietica (bandiera)\|border\|20x16px]] Ivan Udodov | Mahmoud Namdjou                       | Ali Mirzaei                           |
| Melbourne 1956                                                      | Charles Vinci | Vladimir Stogov                       | Mahmoud Namdjou                       |
| Roma 1960                                                           | Charles Vinci | Yoshinobu Miyake                      | Esmail Elmkhah                        |
| Tokyo 1964                                                          | Aleksej Vachonin | Imre Földi                            | Shirō Ichinoseki                      |
| Città del Messico 1968                                              | Mohammad Nassiri | Imre Földi                            | Henryk Trębicki                       |
| Monaco di Baviera 1972                                              | Imre Földi | Mohammad Nassiri                      | Gennadij Četin                        |
| Montréal 1976                                                       | Norajr Nurikjan | Grzegorz Cziura                       | Kenkichi Andō                         |
| Mosca 1980                                                          | Daniel Núñez | Yourik Sargsyan                       | Tadeusz Dembończyk                    |
| Los Angeles 1984                                                    | Wu Shude | Lai Runming                           | Masahiro Kotaka                       |
| Seul 1988                                                           | Oksen Mirzoyan | He Yingqiang                          | Liu Shoubin                           |
| Barcellona 1992                                                     | Chun Byung-kwan | Liu Shoubin                           | Luo Jianming                          |
| Atlanta 1996                                                        | Tang Lingsheng | Leonidas Sabanis                      | Nikolaj Pešalov                       |
| Sydney 2000                                                         | Halil Mutlu | Wu Wenxiong                           | Zhang Xiangxiang                      |
| Atene 2004                                                          | Halil Mutlu | Wu Meijin                             | Sedat Artuç                           |
| Pechino 2008                                                        | Long Qingquan | Hoàng Anh Tuấn                        | Eko Irawan                            |
| Londra 2012                                                         | Om Yun-chol | Wu Jingbiao                           | Trần Lê Quốc Toàn                     |
| Rio de Janeiro 2016                                                 | Long Qingquan | Om Yun-chol                           | Sinphet Kruaithong                    |
| Tokyo 2020                                                          | Li Fabin | Eko Irawan                            | Igor Son                              |
| Parigi 2024                                                         | Li Fabin | Theerapong Silachai                   | Hampton Morris                        |
| Atleta meglio premiato: C. Vinci, H. Mutlu, Long Q. e Li F. (2/0/0) | Atleta meglio premiato: C. Vinci, H. Mutlu, Long Q. e Li F. (2/0/0)                                                             | Nazione meglio premiata: Cina (6/6/3) | Nazione meglio premiata: Cina (6/6/3) |

#### Pesi piuma
| Edizione                                          | Oro | Argento | Bronzo                                            |
| ------------------------------------------------- | --- | --- | ------------------------------------------------- |
| Anversa 1920                                      | Frans De Haes | Alfred Schmidt | Eugène Ryther                                     |
| Parigi 1924                                       | Pierino Gabetti | Andreas Stadler | Arthur Reinmann                                   |
| Amsterdam 1928                                    | Franz Andrysek | Pierino Gabetti | Hans Wölpert                                      |
| Los Angeles 1932                                  | Raymond Suvigny | Hans Wölpert | Anthony Terlazzo                                  |
| Berlino 1936                                      | Anthony Terlazzo | Saleh Soliman | Ibrahim Shams                                     |
| Londra 1948                                       | Mahmoud Fayad | Rodney Wilkes | Jafar Salmasi                                     |
| Helsinki 1952                                     | [[File: Flag of the Soviet Union (1936 – 1955).svg\|class=noviewer\| Unione Sovietica (bandiera)\|border\|20x16px]] Rafaėl' Čimiškjan | [[File: Flag of the Soviet Union (1936 – 1955).svg\|class=noviewer\| Unione Sovietica (bandiera)\|border\|20x16px]] Nikolaj Saksonov | Rodney Wilkes                                     |
| Melbourne 1956                                    | Isaac Berger | Evgenij Minaev | Marian Zieliński                                  |
| Roma 1960                                         | Evgenij Minaev | Isaac Berger | Sebastiano Mannironi                              |
| Tokyo 1964                                        | Yoshinobu Miyake | Isaac Berger | Mieczysław Nowak                                  |
| Città del Messico 1968                            | Yoshinobu Miyake | Dito Šanidze | Yoshiyuki Miyake                                  |
| Monaco di Baviera 1972                            | Norajr Nurikjan | Dito Šanidze | János Benedek                                     |
| Montréal 1976                                     | Nikolaj Kolesnikov | Georgi Todorov | Kazumasa Hirai                                    |
| Mosca 1980                                        | Viktor Mazin | Stefan Dimitrov | Marek Seweryn                                     |
| Los Angeles 1984                                  | Chen Weiqiang | Gelu Radu | Tsai Wen-yee                                      |
| Seul 1988                                         | Naim Süleymanoğlu | Stefan Topurov | Ye Huanming                                       |
| Barcellona 1992                                   | Naim Süleymanoğlu | Nikolaj Pešalov | He Yingqiang                                      |
| Atlanta 1996                                      | Naim Süleymanoğlu | Valerios Leōnidīs | Xiao Jiangang                                     |
| Sydney 2000                                       | Nikolaj Pešalov | Leonidas Sabanis | Henadz' Aljaščuk                                  |
| Atene 2004                                        | Shi Zhiyong | Le Maosheng | Israel Rubio                                      |
| Pechino 2008                                      | Zhang Xiangxiang | Diego Salazar | Triyatno                                          |
| Londra 2012                                       | Kim Un-guk | Óscar Figueroa | Eko Irawan                                        |
| Rio de Janeiro 2016                               | Óscar Figueroa | Eko Irawan | Farkhad Kharki                                    |
| Tokyo 2020                                        | Chen Lijun | Luís Javier Mosquera | Mirko Zanni                                       |
| Atleta meglio premiato: Naim Süleymanoğlu (3/0/0) | Atleta meglio premiato: Naim Süleymanoğlu (3/0/0)                                                                                     | Nazione meglio premiata: Unione Sovietica (4/4/0)                                                                                    | Nazione meglio premiata: Unione Sovietica (4/4/0) |

#### Pesi leggeri
| Edizione                                                           | Oro                                                                | Argento | Bronzo                                |
| ------------------------------------------------------------------ | ------------------------------------------------------------------ | --- | ------------------------------------- |
| Anversa 1920                                                       | Alfred Neuland                                                     | Louis Williquet | Georges Rooms                         |
| Parigi 1924                                                        | Edmond Decottignies                                                | Anton Zwerina | Bohumil Durdis                        |
| Amsterdam 1928                                                     | Hans Haas                                                          | — | Fernand Arnout                        |
| Amsterdam 1928                                                     | Kurt Helbig                                                        | — | Fernand Arnout                        |
| Los Angeles 1932                                                   | René Duverger                                                      | Hans Haas | Gastone Pierini                       |
| Berlino 1936                                                       | Robert Fein                                                        | — | Karl Jansen                           |
| Berlino 1936                                                       | Anwar Mesbah                                                       | — | Karl Jansen                           |
| Londra 1948                                                        | Ibrahim Shams                                                      | Attia Hamouda | Jim Halliday                          |
| Helsinki 1952                                                      | Tommy Kono                                                         | [[File: Flag of the Soviet Union (1936 – 1955).svg\|class=noviewer\| Unione Sovietica (bandiera)\|border\|20x16px]] Evgenij Lopatin | Verdi Barberis                        |
| Melbourne 1956                                                     | Ihor Rybak                                                         | Ravil' Chabutdinov | Kim Chang-hee                         |
| Roma 1960                                                          | Viktor Bušuev                                                      | Tan Howe-Liang | Abdul-Wahid Aziz                      |
| Tokyo 1964                                                         | Waldemar Baszanowski                                               | Vladimir Kaplunov | Marian Zieliński                      |
| Città del Messico 1968                                             | Waldemar Baszanowski                                               | Parviz Jalayer | Marian Zieliński                      |
| Monaco di Baviera 1972                                             | Mucharbij Kiržinov                                                 | Mladen Kučev | Zbigniew Kaczmarek                    |
| Montréal 1976                                                      | Petro Korol'                                                       | Daniel Senet | Kazimierz Czarnecki                   |
| Mosca 1980                                                         | Janko Rusev                                                        | Joachim Kunz | Minčo Pašov                           |
| Los Angeles 1984                                                   | Yao Jingyuan                                                       | Andrei Socaci | Jouni Grönman                         |
| Seul 1988                                                          | Joachim Kunz                                                       | Israyel Militosyan | Li Jinhe                              |
| Barcellona 1992                                                    | Israyel Militosyan                                                 | Joto Jotov | Andreas Behm                          |
| Atlanta 1996                                                       | Zhan Xugang                                                        | Kim Myong-nam | Attila Feri                           |
| Sydney 2000                                                        | Gălăbin Boevski                                                    | Georgi Markov | Sjarhej Laŭrėnaŭ                      |
| Atene 2004                                                         | Zhang Guozheng                                                     | Lee Bae-young | Nikolaj Pešalov                       |
| Pechino 2008                                                       | Liao Hui                                                           | Vencelas Dabaya-Tientcheu | Yordanis Borrero                      |
| Londra 2012                                                        | Lin Qingfeng                                                       | Triyatno | Kim Myong-hyok                        |
| Rio de Janeiro 2016                                                | Shi Zhiyong                                                        | Daniýar İsmayilov | Luís Javier Mosquera                  |
| Tokyo 2020                                                         | Shi Zhiyong                                                        | Julio Mayora | Rahmat Abdullah                       |
| Parigi 2024                                                        | Rizki Juniansyah                                                   | Weeraphon Wichuma | Božidar Andreev                       |
| Atleta meglio premiato: Waldemar Baszanowski e Shi Zhiyong (2/0/0) | Atleta meglio premiato: Waldemar Baszanowski e Shi Zhiyong (2/0/0) | Nazione meglio premiata: Cina (7/0/1)                                                                                               | Nazione meglio premiata: Cina (7/0/1) |

#### Pesi medi
| Edizione                                   | Oro                                        | Argento                                   | Bronzo                                    |
| ------------------------------------------ | ------------------------------------------ | ----------------------------------------- | ----------------------------------------- |
| Anversa 1920                               | Henri Gance                                | Pietro Bianchi                            | Albert Pettersson                         |
| Parigi 1924                                | Carlo Galimberti                           | Alfred Neuland                            | Jaan Kikkas                               |
| Amsterdam 1928                             | Roger François                             | Carlo Galimberti                          | August Scheffer                           |
| Los Angeles 1932                           | Rudolf Ismayr                              | Carlo Galimberti                          | Karl Hipfinger                            |
| Berlino 1936                               | Khadr El-Touni                             | Rudolf Ismayr                             | Adolf Wagner                              |
| Londra 1948                                | Frank Spellman                             | Peter George                              | Kim Seong-jip                             |
| Helsinki 1952                              | Peter George                               | Gerald Gratton                            | Kim Seong-jip                             |
| Melbourne 1956                             | Fëdor Bogdanovskij                         | Peter George                              | Ermanno Pignatti                          |
| Roma 1960                                  | Aleksandr Kurynov                          | Tommy Kono                                | Győző Veres                               |
| Tokyo 1964                                 | Hans Zdražila                              | Viktor Kurencov                           | Masashi Ōuchi                             |
| Città del Messico 1968                     | Viktor Kurencov                            | Masashi Ōuchi                             | Károly Bakos                              |
| Monaco di Baviera 1972                     | Jordan Bikov                               | Mohamed Tarabulsi                         | Anselmo Silvino                           |
| Montréal 1976                              | Jordan Mitkov                              | Vardan Militosyan                         | Peter Wenzel                              |
| Mosca 1980                                 | Asen Zlatev                                | Oleksandr Pervij                          | Nedelčo Kolev                             |
| Los Angeles 1984                           | Karl-Heinz Radschinsky                     | Jacques Demers                            | Dragomir Cioroslan                        |
| Seul 1988                                  | Borislav Gidikov                           | Ingo Steinhöfel                           | Aleksandăr Vărbanov                       |
| Barcellona 1992                            | Fёdor Kasapu                               | Pablo Lara                                | Kim Myong-nam                             |
| Atlanta 1996                               | Pablo Lara                                 | Joto Jotov                                | Jon Chol-ho                               |
| Sydney 2000                                | Zhan Xugang                                | Viktōr Mītrou                             | Arsen Melikyan                            |
| Atene 2004                                 | Taner Sağır                                | Sergej Filimonov                          | Reyhan Arabacıoğlu                        |
| Pechino 2008                               | Sa Jae-hyouk                               | Li Hongli                                 | Gevorg Davt'yan                           |
| Londra 2012                                | Lü Xiaojun                                 | Lu Haojie                                 | Iván Cambar                               |
| Rio de Janeiro 2016                        | non assegnata                              | Lü Xiaojun                                | Mohamed Ihab                              |
| Tokyo 2020                                 | Lü Xiaojun                                 | Zacarías Bonnat                           | Antonino Pizzolato                        |
| Atleta meglio premiato: Lü Xiaojun (2/1/0) | Atleta meglio premiato: Lü Xiaojun (2/1/0) | Nazione meglio premiata: Bulgaria (4/1/2) | Nazione meglio premiata: Bulgaria (4/1/2) |

#### Pesi massimi leggeri
| Edizione                                           | Oro | Argento                                           | Bronzo |
| -------------------------------------------------- | --- | ------------------------------------------------- | --- |
| Anversa 1920                                       | Ernest Cadine | Fritz Hünenberger                                 | Erik Pettersson |
| Parigi 1924                                        | Charles Rigoulot | Fritz Hünenberger                                 | Leopold Friedrich |
| Amsterdam 1928                                     | El Sayed Nosseir | Louis Hostin                                      | Johannes Verheijen |
| Los Angeles 1932                                   | Louis Hostin | Svend Olsen                                       | Henry Duey |
| Berlino 1936                                       | Louis Hostin | Eugen Deutsch                                     | Ibrahim Wasif |
| Londra 1948                                        | Stanley Stanczyk | Harold Sakata                                     | Gösta Magnusson |
| Helsinki 1952                                      | [[File: Flag of the Soviet Union (1936 – 1955).svg\|class=noviewer\| Unione Sovietica (bandiera)\|border\|20x16px]] Trofim Lomakin | Stanley Stanczyk                                  | [[File: Flag of the Soviet Union (1936 – 1955).svg\|class=noviewer\| Unione Sovietica (bandiera)\|border\|20x16px]] Arkadij Vorob'ëv |
| Melbourne 1956                                     | Tommy Kono | Vasilij Stepanov                                  | James George |
| Roma 1960                                          | Ireneusz Paliński | James George                                      | Jan Bochenek |
| Tokyo 1964                                         | Rudol'f Pljukfel'der | Géza Tóth                                         | Győző Veres |
| Città del Messico 1968                             | Boris Selickij | Vladimir Beljaev                                  | Norbert Ozimek |
| Monaco di Baviera 1972                             | Leif Jenssen | Norbert Ozimek                                    | György Horváth |
| Montréal 1976                                      | Valerij Šarij | Trendafil Stojčev                                 | Péter Baczakó |
| Mosca 1980                                         | Jurij Vardanjan | Blagoj Blagoev                                    | Dušan Poliačik |
| Los Angeles 1984                                   | Petre Becheru | Robert Kabbas                                     | Ryōji Isaoka |
| Seul 1988                                          | Israil Arsamakov | István Messzi                                     | Lee Hyung-kun |
| Barcellona 1992                                    | Pyrros Dīmas | Krzysztof Siemion                                 | non assegnata |
| Atlanta 1996                                       | Pyrros Dīmas | Marc Huster                                       | Andrzej Cofalik |
| Sydney 2000                                        | Pyrros Dīmas | Marc Huster                                       | Giorgi Asanidze |
| Atene 2004                                         | Giorgi Asanidze | Andrėj Rybakoŭ                                    | Pyrros Dīmas |
| Pechino 2008                                       | Lu Yong | Tigran Vardan Martirosyan                         | Jadier Valladares |
| Londra 2012                                        | Adrian Zieliński | Kianoush Rostami                                  | Tarek Yehia |
| Rio de Janeiro 2016                                | Kianoush Rostami | Tian Tao                                          | Denis Ulanov |
| Evento non incluso nel programma olimpico nel 2020 | |                                                   | |
| Parigi 2024                                        | Karlos Nasar | Yeison López                                      | Antonino Pizzolato |
| Atleta meglio premiato: Pyrros Dīmas (3/0/1)       | Atleta meglio premiato: Pyrros Dīmas (3/0/1)                                                                                       | Nazione meglio premiata: Unione Sovietica (6/2/1) | Nazione meglio premiata: Unione Sovietica (6/2/1)                                                                                    |

#### Pesi mediomassimi
| Edizione                                         | Oro                                              | Argento | Bronzo                                            |
| ------------------------------------------------ | ------------------------------------------------ | --- | ------------------------------------------------- |
| Helsinki 1952                                    | Norbert Schemansky                               | [[File: Flag of the Soviet Union (1936 – 1955).svg\|class=noviewer\| Unione Sovietica (bandiera)\|border\|20x16px]] Grigorij Novak | Lennox Kilgour                                    |
| Melbourne 1956                                   | Arkadij Vorob'ëv                                 | David Sheppard | Jean Debuf                                        |
| Roma 1960                                        | Arkadij Vorob'ëv                                 | Trofim Lomakin | Louis Martin                                      |
| Tokyo 1964                                       | Vladimir Golovanov                               | Louis Martin | Ireneusz Paliński                                 |
| Città del Messico 1968                           | Kaarlo Kangasniemi                               | Jaan Talts | Marek Gołąb                                       |
| Monaco di Baviera 1972                           | Andon Nikolov                                    | Atanas Šopov | Hans Bettembourg                                  |
| Montréal 1976                                    | David Rigert                                     | Lee James | Atanas Šopov                                      |
| Mosca 1980                                       | Péter Baczakó                                    | Rumen Aleksandrov | Frank Mantek                                      |
| Los Angeles 1984                                 | Nicu Vlad                                        | Petre Dumitru | David Mercer                                      |
| Seul 1988                                        | Anatolij Chrapatyj                               | Nail' Muchamed'jarov | Sławomir Zawada                                   |
| Barcellona 1992                                  | Kakhi Kakhiashvili                               | Sergej Syrcov | Sergiusz Wołczaniecki                             |
| Atlanta 1996                                     | Aleksej Petrov                                   | Leōnidas Kokkas | Oliver Caruso                                     |
| Sydney 2000                                      | Kakhi Kakhiashvili                               | Szymon Kołecki | Aleksej Petrov                                    |
| Atene 2004                                       | Milen Dobrev                                     | Chadžimurat Akkaev | Ėduard Tjukin                                     |
| Pechino 2008                                     | Szymon Kołecki                                   | Arsen Kasabiev | Yoandry Hernández                                 |
| Londra 2012                                      | Saeid Mohammadpourkarkaragh                      | Kim Min-jae | Tomasz Bernard Zieliński                          |
| Rio de Janeiro 2016                              | Sohrab Moradi                                    | Vadzim Stral'coŭ | Aurimas Didžbalis                                 |
| Tokyo 2020                                       | Fares El-Bakh                                    | Keydomar Vallenilla | Anton Pliesnoi                                    |
| Atleta meglio premiato: Arkadij Vorob'ëv (2/0/0) | Atleta meglio premiato: Arkadij Vorob'ëv (2/0/0) | Nazione meglio premiata: Unione Sovietica (5/4/0)                                                                                  | Nazione meglio premiata: Unione Sovietica (5/4/0) |

#### Pesi massimi primi
| Edizione                                                   | Oro                     | Argento                                                               | Bronzo                                                                |
| ---------------------------------------------------------- | ----------------------- | --------------------------------------------------------------------- | --------------------------------------------------------------------- |
| Mosca 1980                                                 | Ota Zaremba             | Igor' Nikitin                                                         | Alberto Blanco                                                        |
| Los Angeles 1984                                           | Rolf Milser             | Vasile Groapă                                                         | Pekka Niemi                                                           |
| Seul 1988                                                  | Pavel Kuznecov          | Nicu Vlad                                                             | Peter Immesberger                                                     |
| Barcellona 1992                                            | Viktor Tregubov         | Timur Tajmazov                                                        | Waldemar Malak                                                        |
| Atlanta 1996                                               | Kakhi Kakhiashvili      | Anatolij Chrapatyj                                                    | Denys Hotfrid                                                         |
| Evento non incluso nel programma olimpico dal 2000 al 2020 |                         |                                                                       |                                                                       |
| Parigi 2024                                                | Liu Huanhua             | Akbar Djuraev                                                         | Jaŭhen Cichancoŭ                                                      |
| Atleta meglio premiato:                                    | Atleta meglio premiato: | Nazione meglio premiata: Squadra Unificata e Unione Sovietica (1/1/0) | Nazione meglio premiata: Squadra Unificata e Unione Sovietica (1/1/0) |

#### Pesi massimi
| Edizione                                                               | Oro                                                                    | Argento                                           | Bronzo                                            |
| ---------------------------------------------------------------------- | ---------------------------------------------------------------------- | ------------------------------------------------- | ------------------------------------------------- |
| Anversa 1920                                                           | Filippo Bottino                                                        | Joseph Alzin                                      | Léon Bernot                                       |
| Parigi 1924                                                            | Giuseppe Tonani                                                        | Franz Aigner                                      | Harald Tammer                                     |
| Amsterdam 1928                                                         | Josef Straßberger                                                      | Arnold Luhaäär                                    | Jaroslav Skobla                                   |
| Los Angeles 1932                                                       | Jaroslav Skobla                                                        | Václav Pšenička                                   | Josef Straßberger                                 |
| Berlino 1936                                                           | Josef Manger                                                           | Václav Pšenička                                   | Arnold Luhaäär                                    |
| Londra 1948                                                            | John Henry Davis                                                       | Norbert Schemansky                                | Abraham Charité                                   |
| Helsinki 1952                                                          | John Henry Davis                                                       | James Bradford                                    | Humberto Selvetti                                 |
| Melbourne 1956                                                         | Paul Anderson                                                          | Humberto Selvetti                                 | Alberto Pigaiani                                  |
| Roma 1960                                                              | Jurij Vlasov                                                           | James Bradford                                    | Norbert Schemansky                                |
| Tokyo 1964                                                             | Leonid Žabotyns'kyj                                                    | Jurij Vlasov                                      | Norbert Schemansky                                |
| Città del Messico 1968                                                 | Leonid Žabotyns'kyj                                                    | Serge Reding                                      | Joseph Dube                                       |
| Monaco di Baviera 1972                                                 | Jaan Talts                                                             | Aleksandăr Krajčev                                | Stefan Grützner                                   |
| Montréal 1976                                                          | Jurij Zajcev                                                           | Krăstju Semerdžiev                                | Tadeusz Rutkowski                                 |
| Mosca 1980                                                             | Leonid Taranenko                                                       | Valentin Hristov                                  | György Szalai                                     |
| Los Angeles 1984                                                       | Norberto Oberburger                                                    | Ștefan Tașnadi                                    | Guy Carlton                                       |
| Seul 1988                                                              | Jurij Zacharevič                                                       | József Jacsó                                      | Ronny Weller                                      |
| Barcellona 1992                                                        | Ronny Weller                                                           | Artur Akoev                                       | Stefan Botev                                      |
| Atlanta 1996                                                           | Timur Tajmazov                                                         | Sergej Syrcov                                     | Nicu Vlad                                         |
| Sydney 2000                                                            | Hossein Tavakoli                                                       | Alan Cagaev                                       | Said Saif Asaad                                   |
| Atene 2004                                                             | Dmitrij Berestov                                                       | Ihor Razor'onov                                   | Gleb Pisarevskij                                  |
| Pechino 2008                                                           | Andrėj Aramnaŭ                                                         | Dmitrij Klokov                                    | Marcin Dołęga                                     |
| Londra 2012                                                            | Navab Nassirshalal                                                     | Bartłomiej Bonk                                   | İvan Yefremov                                     |
| Rio de Janeiro 2016                                                    | Ruslan Nurudinov                                                       | Simon Martirosyan                                 | Aljaksandr Zajčykaŭ                               |
| Tokyo 2020                                                             | Akbar Djuraev                                                          | Simon Martirosyan                                 | Artūrs Plēsnieks                                  |
| Atleta meglio premiato: John Henry Davis e Leonid Žabotyns'kyj (2/0/0) | Atleta meglio premiato: John Henry Davis e Leonid Žabotyns'kyj (2/0/0) | Nazione meglio premiata: Unione Sovietica (7/1/0) | Nazione meglio premiata: Unione Sovietica (7/1/0) |

#### Pesi supermassimi
| Edizione                                          | Oro                                               | Argento                                           | Bronzo                                            |
| ------------------------------------------------- | ------------------------------------------------- | ------------------------------------------------- | ------------------------------------------------- |
| Monaco di Baviera 1972                            | Vasilij Alekseev                                  | Rudolf Mang                                       | Gerd Bonk                                         |
| Montréal 1976                                     | Vasilij Alekseev                                  | Gerd Bonk                                         | Helmut Losch                                      |
| Mosca 1980                                        | Sultan Rachmanov                                  | Jürgen Heuser                                     | Tadeusz Rutkowski                                 |
| Los Angeles 1984                                  | Dean Lukin                                        | Mario Martinez                                    | Manfred Nerlinger                                 |
| Seul 1988                                         | Aleksandr Kurlovič                                | Manfred Nerlinger                                 | Martin Zawieja                                    |
| Barcellona 1992                                   | Aleksandr Kurlovič                                | Leonid Taranenko                                  | Manfred Nerlinger                                 |
| Atlanta 1996                                      | Andrej Čemerkin                                   | Ronny Weller                                      | Stefan Botev                                      |
| Sydney 2000                                       | Hossein Rezazadeh                                 | Ronny Weller                                      | Andrej Čemerkin                                   |
| Atene 2004                                        | Hossein Rezazadeh                                 | Viktors Ščerbatihs                                | Veličko Čolakov                                   |
| Pechino 2008                                      | Matthias Steiner                                  | Evgenij Čigišev                                   | Viktors Ščerbatihs                                |
| Londra 2012                                       | Behdad Salimi-Kordasiabi                          | Sajjad Anoushiravani-Hamlabad                     | Ruslan Albegov                                    |
| Rio de Janeiro 2016                               | Lasha T'alakhadze                                 | Gor Minasyan                                      | Irakli Turmanidze                                 |
| Tokyo 2020                                        | Lasha T'alakhadze                                 | Ali Davoudi                                       | Man Asaad                                         |
| Parigi 2024                                       | Lasha T'alakhadze                                 | Varazdat Lalayan                                  | Gor Minasyan                                      |
| Atleta meglio premiato: Lasha T'alakhadze (3/0/0) | Atleta meglio premiato: Lasha T'alakhadze (3/0/0) | Nazione meglio premiata: Unione Sovietica (4/0/0) | Nazione meglio premiata: Unione Sovietica (4/0/0) |

#### Eventi non più disputati

##### Con una mano
| Edizione   | Oro               | Argento           | Bronzo                  |
| ---------- | ----------------- | ----------------- | ----------------------- |
| Atene 1896 | Launceston Elliot | Viggo Jensen      | Alexandros Nikolopoulos |
| Atene 1906 | Josef Steinbach   | Tullio Camillotti | Heinrich Schneidereit   |

##### Con due mani
| Edizione         | Oro               | Argento           | Bronzo                |
| ---------------- | ----------------- | ----------------- | --------------------- |
| Atene 1896       | Viggo Jensen      | Launceston Elliot | Sotirios Versis       |
| Saint Louis 1904 | Periklīs Kakousīs | Oscar Osthoff     | Frank Kugler          |
| Atene 1906       | Dīmitrios Tofalos | Josef Steinbach   | Alexandre Maspoli     |
| Atene 1906       | Dīmitrios Tofalos | Josef Steinbach   | Heinrich Schneidereit |
| Atene 1906       | Dīmitrios Tofalos | Josef Steinbach   | Heinrich Rondi        |

##### All-around
| Edizione         | Oro           | Argento           | Bronzo       |
| ---------------- | ------------- | ----------------- | ------------ |
| Saint Louis 1904 | Oscar Osthoff | Frederick Winters | Frank Kugler |

### Categorie femminili

#### Pesi gallo
| Edizione                                   | Oro                                        | Argento                               | Bronzo                                |
| ------------------------------------------ | ------------------------------------------ | ------------------------------------- | ------------------------------------- |
| Sydney 2000                                | Tara Nott                                  | Raema Lisa Rumbewas                   | Sri Indriyani                         |
| Atene 2004                                 | Nurcan Taylan                              | Li Zhuo                               | Aree Wiratthaworn                     |
| Pechino 2008                               | Chen Wei-ling                              | Im Jyoung-hwa                         | Pensiri Laosirikul                    |
| Londra 2012                                | Wang Mingjuan                              | Hiromi Miyake                         | Ryang Chun-hwa                        |
| Rio de Janeiro 2016                        | Sopita Tanasan                             | Sri Wahyuni Agustiani                 | Hiromi Miyake                         |
| Tokyo 2020                                 | Hou Zhihui                                 | Saikhom Mirabai Chanu                 | Windy Cantika Aisah                   |
| Parigi 2024                                | Hou Zhihui                                 | Mihaela Cambei                        | Surodchana Khambao                    |
| Atleta meglio premiato: Hou Zhihui (2/0/0) | Atleta meglio premiato: Hou Zhihui (2/0/0) | Nazione meglio premiata: Cina (3/1/0) | Nazione meglio premiata: Cina (3/1/0) |

#### Pesi piuma
| Edizione                                      | Oro                                           | Argento                                        | Bronzo                                         |
| --------------------------------------------- | --------------------------------------------- | ---------------------------------------------- | ---------------------------------------------- |
| Sydney 2000                                   | Yang Xia                                      | Li Feng-ying                                   | Winarni Binti Slamet                           |
| Atene 2004                                    | Udomporn Polsak                               | Raema Lisa Rumbewas                            | Mabel Mosquera                                 |
| Pechino 2008                                  | Prapawadee Jaroenrattanatarakoon              | Yoon Jin-hee                                   | Raema Lisa Rumbewas                            |
| Londra 2012                                   | Hsu Shu-ching                                 | Citra Febrianti                                | Julija Paratova                                |
| Rio de Janeiro 2016                           | Hsu Shu-ching                                 | Hidilyn Diaz                                   | Yoon Jin-hee                                   |
| Tokyo 2020                                    | Hidilyn Diaz                                  | Liao Qiuyun                                    | Zul'fija Činšanlo                              |
| Atleta meglio premiato: Hsu Shu-ching (2/0/0) | Atleta meglio premiato: Hsu Shu-ching (2/0/0) | Nazione meglio premiata: Taipei Cinese (2/1/0) | Nazione meglio premiata: Taipei Cinese (2/1/0) |

#### Pesi leggeri
| Edizione                                     | Oro                                          | Argento                               | Bronzo                                |
| -------------------------------------------- | -------------------------------------------- | ------------------------------------- | ------------------------------------- |
| Sydney 2000                                  | Soraya Jiménez                               | Ri Song-hui                           | Khassaraporn Suta                     |
| Atene 2004                                   | Chen Yanqing                                 | Ri Song-hui                           | Wandee Kameaim                        |
| Pechino 2008                                 | Chen Yanqing                                 | O Jong-ae                             | Wandee Kameaim                        |
| Londra 2012                                  | Li Xueying                                   | Pimsiri Sirikaew                      | Rattikan Gulnoi                       |
| Rio de Janeiro 2016                          | Sukanya Srisurat                             | Pimsiri Sirikaew                      | Kuo Hsing-chun                        |
| Tokyo 2020                                   | Kuo Hsing-chun                               | Polina Gurýeva                        | Mikiko Andō                           |
| Parigi 2024                                  | Luo Shifang                                  | Maude Charron                         | Kuo Hsing-chun                        |
| Atleta meglio premiato: Chen Yanqing (2/0/0) | Atleta meglio premiato: Chen Yanqing (2/0/0) | Nazione meglio premiata: Cina (4/0/0) | Nazione meglio premiata: Cina (4/0/0) |

#### Pesi medi
| Edizione                                         | Oro                                              | Argento                                 | Bronzo                                  |
| ------------------------------------------------ | ------------------------------------------------ | --------------------------------------- | --------------------------------------- |
| Sydney 2000                                      | Chen Xiaomin                                     | Valentina Popova                        | Iōanna Chatzīiōannou                    |
| Atene 2004                                       | Natalija Skakun                                  | Hanna Bacjuška                          | Taccjana Stukalava                      |
| Pechino 2008                                     | Pak Hyon-suk                                     | Lu Ying-chi                             | Christine Girard                        |
| Londra 2012                                      | Christine Girard                                 | Milka Maneva                            | Luz Mercedes Acosta-Valdez              |
| Rio de Janeiro 2016                              | Deng Wei                                         | Choe Hyo-sim                            | Karina Goricheva                        |
| Tokyo 2020                                       | Maude Charron                                    | Giorgia Bordignon                       | Chen Wen-huei                           |
| Atleta meglio premiato: Christine Girard (1/0/1) | Atleta meglio premiato: Christine Girard (1/0/1) | Nazione meglio premiata: Canada (2/0/1) | Nazione meglio premiata: Canada (2/0/1) |

#### Pesi massimi leggeri
| Edizione                | Oro                     | Argento                               | Bronzo                                |
| ----------------------- | ----------------------- | ------------------------------------- | ------------------------------------- |
| Sydney 2000             | Lin Weining             | Erzsébet Márkus                       | Karnam Malleswari                     |
| Atene 2004              | Liu Chunhong            | Eszter Krutzler                       | Zarema Kasaeva                        |
| Pechino 2008            | Oksana Slivenko         | Leidy Solís                           | Khalil M. Abir-Abdelrahman            |
| Londra 2012             | Rim Jong-sim            | Anna Nurmukhambetova                  | Ubaldina Valoyes-Cuesta               |
| Rio de Janeiro 2016     | Xiang Yanmei            | Zhazira Zhapparkul                    | Sara Ahmed                            |
| Tokyo 2020              | Neisi Dajomes           | Katherine Nye                         | Aremi Fuentes                         |
| Parigi 2024             | Olivia Reeves           | Mari Sánchez                          | Angie Palacios                        |
| Atleta meglio premiato: | Atleta meglio premiato: | Nazione meglio premiata: Cina (3/0/0) | Nazione meglio premiata: Cina (3/0/0) |

#### Pesi massimi primi
| Edizione                | Oro                     | Argento                                   | Bronzo                                    |
| ----------------------- | ----------------------- | ----------------------------------------- | ----------------------------------------- |
| Parigi 2024             | Solfrid Koanda          | Sara Ahmed                                | Neisi Dajomes                             |
| Atleta meglio premiato: | Atleta meglio premiato: | Nazione meglio premiata: Norvegia (1/0/0) | Nazione meglio premiata: Norvegia (1/0/0) |

#### Pesi massimi
| Edizione                                       | Oro                                            | Argento                                 | Bronzo                                  |
| ---------------------------------------------- | ---------------------------------------------- | --------------------------------------- | --------------------------------------- |
| Sydney 2000                                    | María Isabel Urrutia                           | Ruth Ogbeifo                            | Kuo Yi-hang                             |
| Atene 2004                                     | Pawina Thongsuk                                | Natal'ja Zabolotnaja                    | Valentina Popova                        |
| Pechino 2008                                   | Alla Važenina                                  | Lidia Valentín                          | Damaris Aguirre                         |
| Londra 2012                                    | Lidia Valentín                                 | Khalil M. Abir-Abdelrahman              | Madias Nzesso                           |
| Rio de Janeiro 2016                            | Rim Jong-sim                                   | Dar'ja Navumava                         | Lidia Valentín                          |
| Tokyo 2020                                     | Wang Zhouyu                                    | Tamara Salazar                          | Crismery Santana                        |
| Atleta meglio premiato: Lidia Valentín (1/1/1) | Atleta meglio premiato: Lidia Valentín (1/1/1) | Nazione meglio premiata: Spagna (1/1/1) | Nazione meglio premiata: Spagna (1/1/1) |

#### Pesi supermassimi
| Edizione                                  | Oro                                       | Argento                               | Bronzo                                |
| ----------------------------------------- | ----------------------------------------- | ------------------------------------- | ------------------------------------- |
| Sydney 2000                               | Ding Meiyuan                              | Agata Wróbel                          | Cheryl Haworth                        |
| Atene 2004                                | Tang Gonghong                             | Jang Mi-ran                           | Agata Wróbel                          |
| Pechino 2008                              | Jang Mi-ran                               | Ele Opeloge                           | Maryam Usman                          |
| Londra 2012                               | Zhou Lulu                                 | Tat'jana Kaširina                     | Jang Mi-ran                           |
| Rio de Janeiro 2016                       | Meng Suping                               | Kim Kuk-hyang                         | Sarah Robles                          |
| Tokyo 2020                                | Li Wenwen                                 | Emily Campbell                        | Sarah Robles                          |
| Parigi 2024                               | Li Wenwen                                 | Park Hye-jeong                        | Emily Campbell                        |
| Atleta meglio premiato: Li Wenwen (2/0/0) | Atleta meglio premiato: Li Wenwen (2/0/0) | Nazione meglio premiata: Cina (6/0/0) | Nazione meglio premiata: Cina (6/0/0) |